# Arnold Fishkin

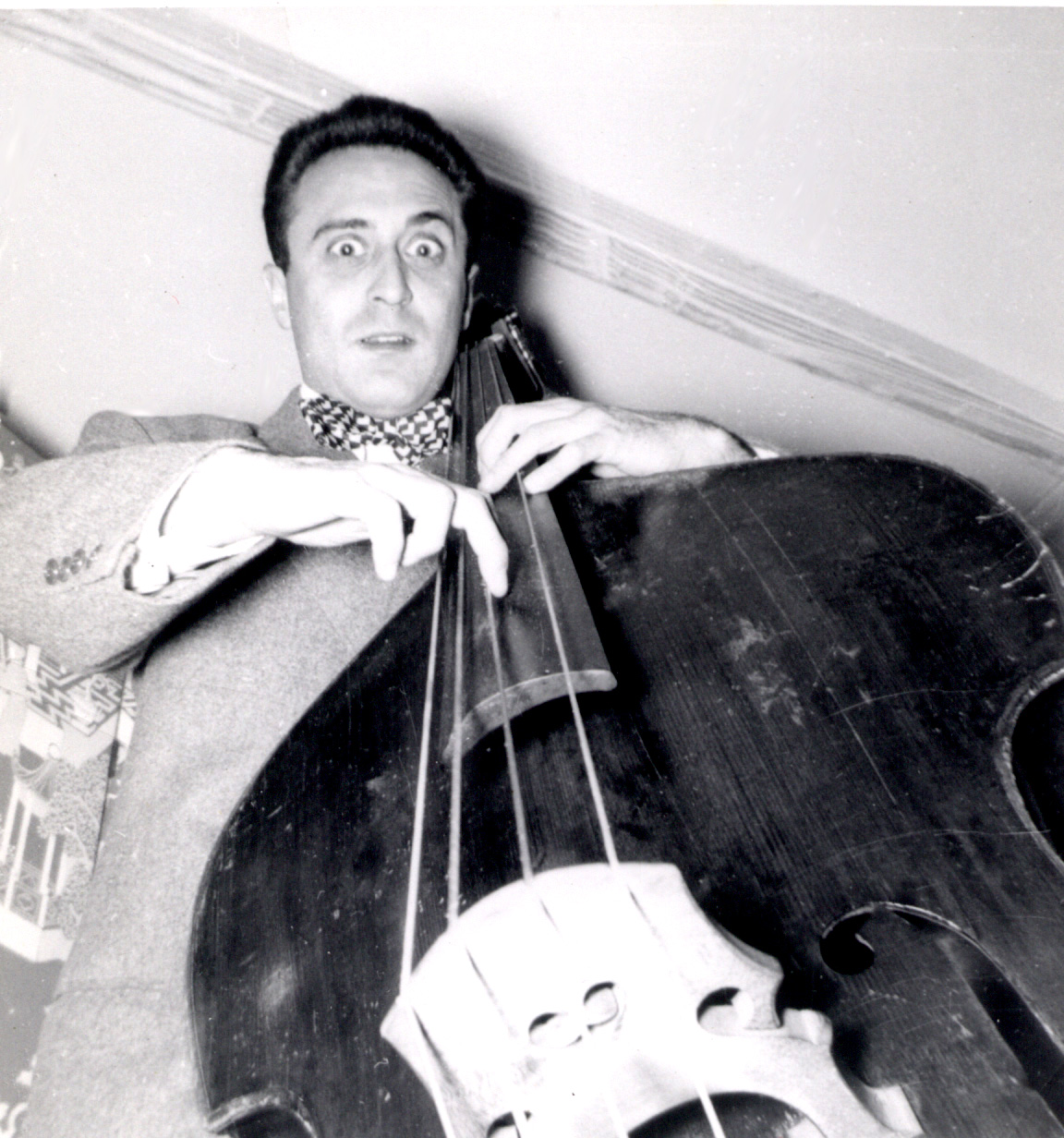
Arnold Fishkin in Levittown NY 1949

Arnold Fishkin, auch Fishkind (* 20. Juli 1919 in Bayonne, New Jersey; † 6. September 1999 in Palm Desert, Kalifornien) war ein amerikanischer Jazz-Bassist des Cool Jazz.
Arnold Fishkin spielte zunächst mit Bunny Berigan 1937, Jack Teagarden and His Orchestra 1940–41, Les Brown 1941–42. Bekannt wurde er durch seine Zusammenarbeit mit den Cool-Jazz-Pianisten Lennie Tristano und dessen Kreis um 1947 bis 1949. In den 1950er Jahren war Fishkin hauptsächlich als Studiomusiker tätig, so bei Plattenaufnahmen mit Lee Konitz 1949–1951, Johnny Smith und anderen.